# Nematicida
Un nematicida es un tipo de plaguicida químico usado para matar nematodos que parasitan a las plantas. Los nematicidas  suelen ser tóxicos de amplio espectro que poseen alta volatilidad u otras propiedades que promueven la migración a través del suelo. Temik (Aldicarb), un carbamato insecticida comercializado por Bayer CropScience, es un ejemplo de un nematicida comercial comúnmente usado. Es importante en la producción de patatas, donde se ha utilizado para el control transmitidas por el suelo de los nematodos. El aldicarb es un inhibidor de la colinesterasa, lo que evita la degradación de la acetilcolina en la sinapsis. En caso de intoxicación grave, la víctima muere de insuficiencia respiratoria. Ya no está autorizado para su uso en la Unión Europea y, en agosto de 2010, Bayer CropScience ha anunciado que planea dejar de fabricar aldicarb en 2014. La seguridad de la salud humana y el medio ambiente han dado lugar a la cancelación del registro generalizado de varios otros nematicidas agronómicamente importantes. Antes de 1985, la persistente halocarbonado DBCP era un nematicida utilizado como fumigante del suelo. Sin embargo, se prohibió su uso después de haber sido vinculado a la esterilidad en los trabajadores masculinos; la empresa Dow Chemical fue posteriormente declarada responsable de más de $ 6000 millones en daños y perjuicios.

## Nematicidas naturales
Se conocen varios nematicidas naturales. Un ambientalmente benigno derivado del ajo, el polisulfuro está aprobado para su uso en la Unión Europea (en el Anexo 1 de 91/414) y el Reino Unido como nematicida. Otro nematicida natural común se obtiene de la torta de neem, el residuo obtenido después de presionar en frío la fruta y granos del árbol neem. Conocido por varios nombres en el mundo, el árbol se cultivó por primera vez en la India en los tiempos antiguos y ahora es ampliamente distribuido en todo el mundo. El exudado de la raíz de caléndula (Tagetes) también se encuentra que tiene acción nematicida. Los hongos nematófagos, un tipo de hongos carnívoros, pueden ser útiles en el control de nematodos, Paecilomyces es un ejemplo.
Además de los productos químicos, el vapor en el suelo se puede utilizar con el fin de eliminar los nematodos. El vapor sobrecalentado se induce en el suelo, lo que hace que casi todo el material orgánico se deteriore.